# V Live
V Live (VLIVE-ként stilizálva), más néven V App, egy dél-koreai élő videó streaming szolgáltatás, amely lehetővé teszi az országban élő hírességek számára, hogy élő videókat közvetítsenek, például élő csevegéseket rajongókkal, előadásokat, valóságshow-kat és díjshow-kat. az internet. A szolgáltatás webböngészőkön keresztül streamelhető Windows, macOS és Linux rendszeren, valamint iOS és Android eszközökön futó alkalmazásokon keresztül. A vállalatot a Naver Corporation indította el 2015. augusztus végén, és 2022. március 2-án került át a Weverse Company-hoz. A szolgáltatás várhatóan 2022. december 31-én megszűnik.

## Történet
2007-ben a Naver Corporation elindította videoplatform-csatornáját, de az elérhetőség erősen korlátozott volt, és sok országban nem volt elérhető.
2015 augusztusának elején a Naver Corporation kiadta az élő közvetítő alkalmazást, a V Live-t. Az alkalmazás eredetileg csak a Google Play Áruházban volt elérhető Androidra, de később az App Store iOS-re is megjelent. Az alkalmazás célja a nemzetközi rajongótáborok elérése volt, különösen Japánban, Kínában, Tajvanon, Thaiföldön és Vietnamban. Ezért nem voltak regionális korlátozások, és a webhelyen számos nyelvi lehetőség volt, például angol, kínai és japán.
A V Live 2015. augusztus 1-jén biztosította a béta szolgáltatást, a hivatalos szolgáltatás pedig 2015. szeptember 1-jén indult.
A V Live 2015. szeptember 2-án adta ki a teljes Android verziót, a teljes iOS verziót pedig 2015. szeptember közepén.
A Sensor Tower szerint az alkalmazást 200 000 letöltéssel töltötték le, és 2017 augusztusában 600 000 dollárt keresett; 2018 májusára a V Live alkalmazást több mint 1 millióan töltötték le a Google Play Áruházból és az iTunesból.
2021. január 27-én bejelentették, hogy a Naver Corporation átadja a V Live szolgáltatását a Hybe Corporation technológiai leányvállalatához, a Weverse Company Inc.-hez (korábbi nevén beNX Inc.). Az átruházás a tervek szerint 2022. március 2-án kezdődik, a felhasználói adatok átadásával és az alapkezelő cég cseréjével, mielőtt a szolgáltatást fokozatosan leállítják, és helyére egy új konszolidált szolgáltatást indítanak, amelyet még nem neveztek el.

## Szolgáltatások és funkciók
A V Live több mint 1450 csatornával rendelkezik, amelyek különböző K-pop sztárokhoz kapcsolódnak, köztük BTS, Big Bang, Blackpink, Winner, iKon, Exo, Red Velvet, Got7, Gfriend, TXT, Ateez, Treasure, Monsta X, BtoB, Astro, Apink, T-ara, NCT, Twice, Stray Kids, Itzy, Iz*One, Infinite, Mamamoo, Rocket Punch, Golden Child, Enhypen, Oneus, Victon és Seventeen, valamint több színész is, mint például I Dzsongszok, I Donguk és Pak Bojong. A V Live olyan programokat sugározhat, amelyek a rajongókkal folytatott élő csevegésektől, előadásokon, valóságshow-kon és díjshow-kon keresztül terjednek.
A V Live megkönnyíti a rajongók számára a webhellyel való interakciót. A felhasználók értesítést kapnak, ha egy általuk követett csatorna élő közvetítést kezd, vagy új tartalmat tölt fel.
A felhasználók megjegyzéseket vagy szívecskéket is küldhetnek a videókhoz, amelyeket a bálvány vagy bálványok valós időben is láthatnak.
Speciális effektusok jelennek meg a képernyőn, ha a szívek összege elér egy bizonyos mennyiséget. (pl. gratulálunk a 100 millió eléréséhez)
Minden interakció hozzájárul a felhasználó "chemi-beat"-jéhez. A chemi-beat egy hírességgel követi nyomon a felhasználók kémiáját.
A felhasználók növelhetik a chemi-beat-et, ha rendszeresen kapcsolatba lépnek egy csatornával, bekapcsolják a push értesítéseket és megosztanak videókat.
A magas chemi-beat növeli a felhasználó esélyét egy idol által szervezett esemény megnyerésére.

### V Live+ (Plus)
A V Live+ olyan fizetős tartalomtípusokra utal, amelyek kiadatlan, letölthető és rajongók által biztosított tartalmakat kínálnak. A V Live+ tartalom megvásárolható V Coin-nal, amelyek összege nagyjából 50 V Coin 1 USD-ért, vagy beváltható egy külső vásárláshoz, például albumhoz tartozó kóddal.

### CH+ (Channel+)
Egyes idolok CH+-t is kínálnak, egy prémium csatornát, amely csak előfizetéssel érhető el. A CH+ csatornák V Coin-nal vásárolhatók 30 napos, 3 hónapos, 6 hónapos vagy éves alapon. A CH+ csatornák abban különböznek a hagyományos csatornáktól, hogy nem listázott adásokat, videókat és bejegyzéseket biztosítanak.

### V Coin
A „V Coin” a „fizetős termék” vásárlására szolgáló „szolgáltatás” alatti elektronikus pénznemre utal. „Fizetős termék”: különböző termékek (bizonyos „tartalom” megtekintési jogai és/vagy letöltési jogok, a „szolgáltatás” speciális jellemzői stb.), amelyeket a „tag” a „szolgáltatáson” belül megvásárolhat. A „V Coin” megvásárolható/feltölthető alkalmazáspiaci vásárlással, hitelkártyával, mobiltelefonnal, banki átutalással és a vállalat által a szolgáltatási platformon belül beállított egyéb fizetési módokkal. Ha azonban a „tag” független szolgáltatónál választja ki a fizetési módot, a „tagnak” az érintett szolgáltató által meghatározott fizetési eljárásokat kell követnie a vásárlás folytatásához (csak iOS rendszeren).

### Matricák
A matricák olyan képelemek, amelyek a V Live chatben használhatók. Egyes matricacsomagok bizonyos csatornákra korlátozódnak, és csak ezen csatornák csevegéseiben használhatók. A matricákat az Áruházban lehetett vásárolni V Coin-nal. A legtöbb matricacsomag vagy ingyenes, vagy 100 V Coin (1,99 USD).
A matricák értékesítése 2021. december 1-jén megszűnt.

### V Lightstick
A V Lightstick (csupa nagybetűvel stilizálva) egy digitális elem, amely speciális "szív" ikonként működik. A V Lightstick dupla "szívet" biztosít a felhasználó számára, amikor rákoppint, egy speciális képernyő-effektust, egy 3 dimenziós interaktív fényrudat ábrázoló objektumot jelenít meg, ha egy szív mérföldkő el lett érve. 1 napos és 30 napos bérletek vásárolhatók az Áruházban 50, illetve 150 V Coin-ért. A V Lightstick csak a mobilalkalmazásban volt használható.
A V Lightstick 2018. december 7-én jelent meg, és eredetileg csak a BTS, a GOT7, a Red Velvet, a Monsta X, a NU'EST W és a Twice számára volt elérhető. 2018. december 27-én a V Live bejelentette a V Lightstick kibővítését a Blackpink, az iKon, a Seventeen, a Winner és a Cosmic Girls csoportokkal.
A V Lightstick értékesítése 2021. december 1-jén megszűnt.

### V Fansubs
A V Fansubs a feliratozási szolgáltatásra utal, amely lehetővé teszi a felhasználók számára, hogy saját idegen nyelvű feliratfordításokat küldjenek be a V Live videókhoz. Ezeket a feliratokat a V Fansubs csapata ellenőrzi, mielőtt feltöltené őket a V Live-ra. Ez a feliratozási funkció jelentős része volt a V Live növekedésének, és nagy nemzetközi rajongótábort vonzott Dél-Koreán kívül. A V Fansubs a Naver Dictionary alkalmazáson belül volt elérhető.

### Chemi-beat
A Chemi-beat a felhasználó „kémiájának és ütemének” szintjére utal egy bizonyos csatornánál. Ez a felhasználó által egy bizonyos csatornával folytatott interakció mennyiségének felel meg. A Chemi-beat hét szintje érhető el a felhasználó számára. Ezenkívül az egyes csatornák összes felhasználóját a Chemi-beat alapján rangsorolják. Ezek a rangok naponta frissülnek, és a TOP 100 felhasználó minden csatorna kezdőlapján megjelenik.
Bár jelenleg nincsenek további előnyök a Chemi-beat alapján, a V Live kijelentette, hogy további előnyöket terveznek biztosítani a jövőben.

### Beyond Live
2020 áprilisán bejelentették, hogy a legnagyobb dél-koreai szórakoztatóipari vállalat, az SM Entertainment és a Naver egyetértési megállapodást írt alá azzal a céllal, hogy a koncertek elérhetőségét a globális közönséghez is kiterjeszthessék. A közös erőfeszítések eredményeként létrejött a "Beyond LIVE", egy online élő koncertsorozat, amely – az SM képviselője szerint – egyesíti "SM tartalomfejlesztési képességeit a Naver platformtechnológiájával". A koncerteknek a Vlive alkalmazás ad otthont.

## Díjak
A platform évente díjakat, köznyelvi nevén V Live Awards díjakat ad a webhelyen legnépszerűbb személyek és tartalmak elismerésére. Az elsődleges díjat, a Global Top 10-et és az Rookie Top 5-öt a tíz legnépszerűbb V Live csatorna kapja, utóbbi kifejezetten az új előadóknak szól. A további népszerűségi díjakat online szavazással választják ki. Kezdetben a tizenöt csatorna egyéni adást tartott, ahol átadták a díjat, azonban 2019-től a V Live megkezdte a díjak átadását V Heartbeat címmel.

## Befolyása a koreai hullámra
A V Live egy olyan médium, amelyben a koreai hírességek elérhetik a globális közönséget, és lehetővé tette a nem koreai nyelvű rajongóknak világszerte, hogy bensőséges kapcsolatba kerüljenek kedvenc Hallyu idoljaikkal. A V Live-on van egy online közösség rajongói fordítók számára, akik külföldi feliratokat készítenek, hogy többen élvezhessék a tartalmat világszerte. A fordítókat az általuk lefordított sorok száma alapján rangsorolják. A feliratozási folyamat felhasználóbarát, így a rajongóknak nincs szükségük speciális technikai ismeretekre. Versenyeket és rendezvényeket tartanak a rajongói feliratkozás ösztönzése érdekében. Például a rajongói fordítók a múltban V Coint és videohívásokat nyertek kedvenc idoljaikkal. A rajongói fordítók miatt egyes videókhoz akár 17 feliratozási lehetőség is tartozik.
A V Live együttműködött az RBW Entertainment Vietnammal (a koreai szórakoztatóipari cég leányvállalata), hogy sok vietnami alapú műsort készítsen. Ezenkívül a V Live különleges minikoncerteket indított "V Heartbeat" néven, hogy összekapcsolja a K-pop és a V-pop sztárokat. Nyitóműsorukra meghívták Winner együttest Vietnamba.

## Fordítás
Ez a szócikk részben vagy egészben  a   V Live című angol Wikipédia-szócikk ezen változatának fordításán alapul.  Az eredeti cikk szerkesztőit annak laptörténete sorolja fel. Ez a jelzés csupán a megfogalmazás eredetét és a szerzői jogokat jelzi, nem szolgál a cikkben szereplő információk forrásmegjelöléseként.